# Schoenocephalium teretifolium
La Flor de Inírida (Schoenocephalium teretifolium) o flor de Inírida de verano, es una monocotiledónea que es una planta endémica de la zona comprendida entre los ríos colombianos Guainía e Inírida. Guacamaya superba, otra planta de la familia Rapateaceae, también es endémica de esta región.
La flor crece en pequeñas áreas de la frontera entre Colombia y Venezuela.